# Café Tacvba
I Café Tacuba sono un gruppo rock messicano in attività dal 1989. Il gruppo acquisì enorme popolarità a partire dagli anni Novanta. Per problemi con una famosa caffetteria di Città del Messico con lo stesso nome, hanno mutato il proprio nome in Café Tacvba.

## Storia

### Formazione (1989–90)

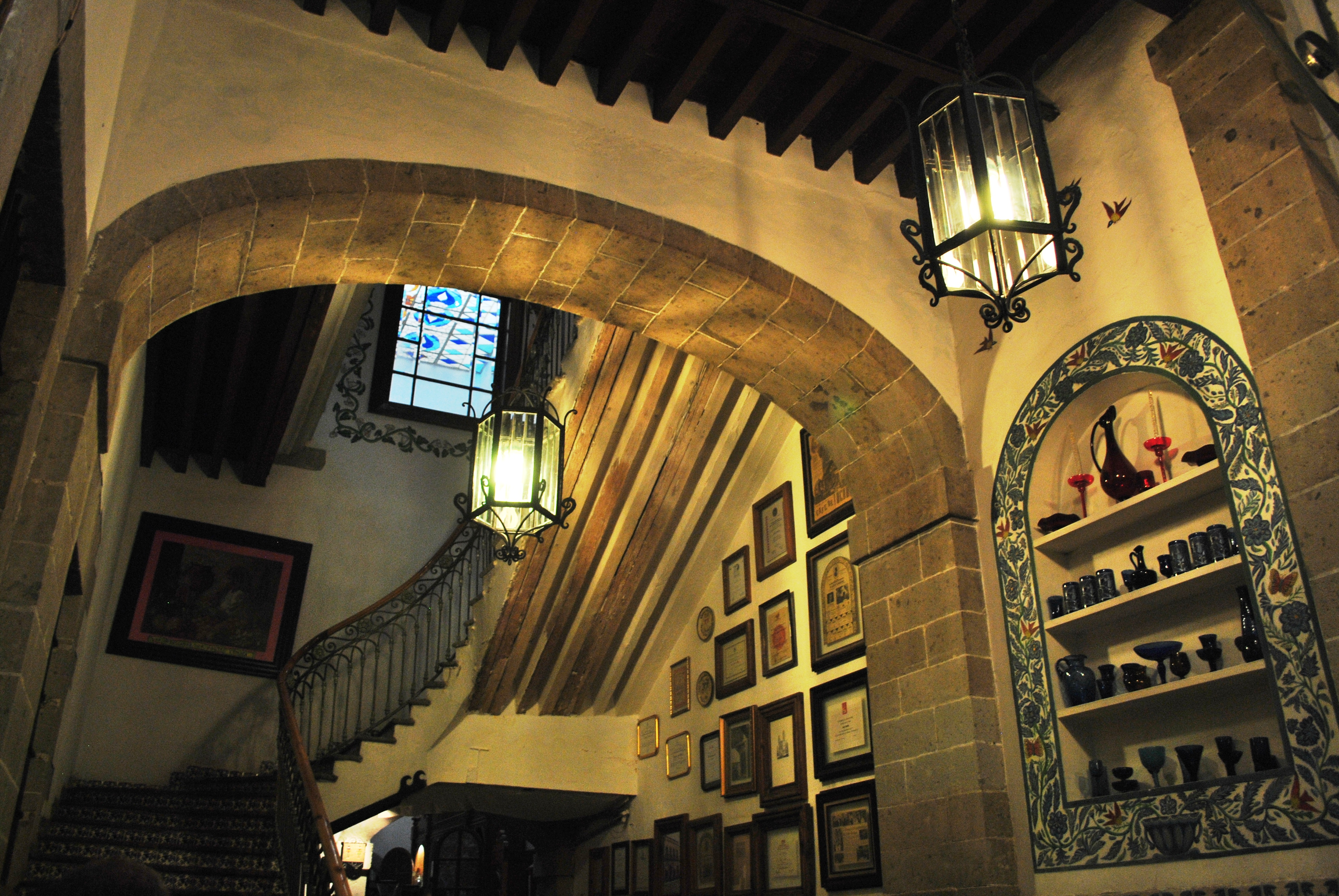
Café de Tacuba

Precedentemente conosciuti come "Alicia ya no vive aquí" (un chiaro omaggio al film Alice non abita più qui, di Martin Scorsese), il gruppo trovò l'ispirazione per il proprio nome definitivo da una caffetteria del centro di Città del Messico (il Café de Tacuba). La caffetteria, aperta nel 1912, fu uno dei luoghi in cui si sviluppò la cultura Pachuca degli anni Quaranta e Cinquanta. Il Café de Tacuba è ancora in attività in Calle de Tacuba, nel Centro Storico di Città del Messico. La band cambiò il proprio nome in Café Tacvba (cambiando la u con la v) per evitare problemi legali con l'omonima caffetteria.
Il cantante Rubén Albarran e il chitarrista José Alfredo Rangel si conobbero mentre studiavano disegno all'Universidad Autónoma Metropolitana Enrique Rangel, fratello di José Alfredo, completò la formazione della banda nel 1989. Il gruppo cominciò a fare musica nel garage di una casa nel quartiere di Satélite, area suburbana nella municipalità di Naucalpan, a nord dell'area metropolitana di Città del Messico. I Café Tacvba furono principalmente influenzati dall'alternative rock degli anni Ottanta e dalle maggiori band di quel periodo (The Cure, The Smiths, The Clash e Violent Femmes). Nonostante le chiare influenze angloamericane, i Café Tacvuba hanno sin dall'inizio voluto rappresentare la cultura nativa e, per questo, hanno incorporato diverse influenze messicane nella loro musica.
I Café Tacvba debuttarono sul palcoscenico nel 1989, quando entrarono a far parte della scena culturale di El Hijo del Cuervo, un locale artistico nel quartiere di Coyoacán che organizzava serata invitando scrittori e musicisti. Suonando in diversi locali di Città del Messico, vennero scoperti dal produttore messicano Gustavo Santaolalla il quale, in quel periodo, stava puntando sulla produzione di album dell'allora nascente stile del 'Rock en Español'. Santaolalla riuscì ad ottenere un contratto per la band con la Warner Music Latina (WEA), con l'intento di essere il produttore del loro primo albo. I Café Tacvba registrarono il loro primo brano per il circuito commerciale, "Tamales de Iguanita," che la WEA incluse in una compilation di rock in spagnolo, Diciembre 25, uscita nel 1990.

### Primi successi (1991–96)

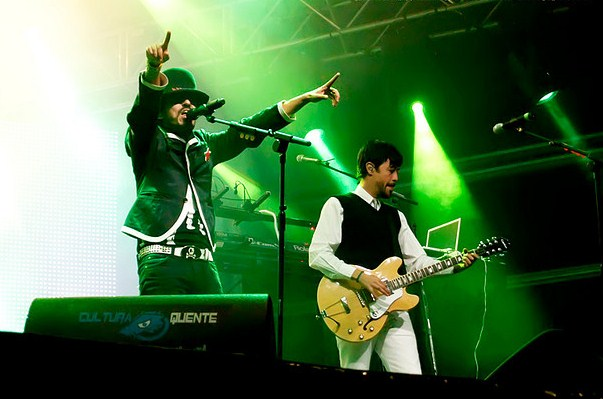
I Café Tacvba esibendosi in Pontevedra, Spagna.

L'eponimo album di debutto uscì nel 1992, riscuotendo un'enorme popolarità in Messico. Il gruppo sperimentò con diversi stili musicali, dal punk allo ska, dall'elettronica all'hip hop, includendo anche stili messicani regionali. Da questo primo album vennero tratti cinque brani singoli: "Maria," "Rarotonga", "Las Persianas", "La Chica Banda" e "Las Batallas".
Due anni dopo, nel 1994, venne pubblicato il secondo album, intitolato "Re". La continua ricerca musicale e la mescolanza di generi diversi come il rock alternativo, il punk, il metal e stili latinoamericani tradizionali contribuì alla formazione di una forte 'fan base'. Durante la promozione dell'album, la partecipazione della band al New Music Seminar di New York, nel 1995, generò una certa attenzione anche fra il pubblico Statunitense. I singoli tratti dal secondo album furono: "La Ingrata", "Las Flores" e "El Ciclón".
Nel 1996 i Café Tacvba realizzarono Avalancha de Éxitos (che si traduce in 'Valanga di Successi'), un album di cover in cui la banda incise brani di altri artisti di lingua spagnola. Le registrazioni avvennero mentre la band lavorava in studio per la realizzazione di Re, nei momenti in ci erano stanchi dei brani di quell'album.. Avalancha de Éxitos segnò il primo ingresso dei Café Tacvba nella classifica Billboard(numero 12 nella classifica Latin Pop, numero 28 nella Top Latin Albums),e la band cominciò un tour internazionale per la promozione dell'album.
Nel 1996, il gruppo contribuì all'album di beneficenza per la ricerca contro l'AIDS intitolato Silencio=Muerte: Red Hot + Latin, prodotto dalla Red Hot Organization e collaborando a fianco di David Byrne.

### Revés/Yo Soy(1997–99)
Alla fine del loro tour internazionale, i Café Tacvba si allontanarono dalle scene musicali per un periodo di riposo. Al ritorno dalla loro pausa artistica, cominciarono a lavorare nello loro studio di registrazione su brani di musica sperimentale che fondeva lo stile ambient con l'elettronica e la musica concreta, nonché collaborazioni con il Kronos Quartet. Santaolalla fu soddisfatto del risultato e lo reputò pronto per l'immissione nel mercato discografico. Alla WEA, invece, non piacque l'idea di far uscire un disco interamente strumentale di musica sperimentale, soprattutto dopo che il gruppo aveva ottenuto grandi successi con il loro stile musicale più accessibile. Alla fine, la WEA ed i Café Tacvba raggiunsero un compromesso: se la banda avesse inciso un altro disco musicalmente più convenzionale, la casa discografica avrebbe fatto uscire i due album come un doppio disco, ma al prezzo di un disco solo.
Onorando l'impegno, il gruppo ritornò in studio per lavorare a dei brani precedentemente scritti. Il risultato fu il doppio album Revés/Yo Soy, uscito nel 1999. I due titoli dell'album, Revés (che significa "al contrario") e Yo Soy (un palindromo) esemplificano l'eccentricità del gruppo. Revés/Yo Soy vinse il premio per il Miglior Album Rock ai Latin Grammy Awards.

### La pausa ed il nuovo contratto con la MCA (2000–02)
Dopo l'uscita di Revés/Yo Soy, il gruppo non incide nessun album per quattro anni. In questo periodo, comunque, i Café Tacvba si impegnano in diversi progetti, firmando la colonna sonora dei film Amores perros (2000) e Y tu mamá también (2002), e contribuendo all'album El Mas Grande Homenaje a Los Tigres del Norte (2001) con la cover di "Futurismo y Tradición." Inoltre, i chitarristi Emmanuel del Real Díaz e Joselo Rangel produssero due brani della cantante Julieta Venegas: "Me Van a Matar" and "Disco Eterno". Rangel cominciò a lavorare ad un album da solista, Oso(2003), prodotto da Albarrán.
Intanto i Café Tacvuba stavano anche cercando un nuovo contratto discografico. Il loro rapporto con la WEA si era concluso dopo la pubblicazione di tre diversi prodotti: un greatest hits, Tiempo transcurrido: The Best of Café Tacvba (2001); una raccolta di video musicali con lo stesso titolo; e Lo Esencial de Café Tacvba, un triplice disco contenente i primi tre album della band.

### Cuatro Caminos(2003–06)
Lavorando all'album Cuatro Caminos, i Cafe Tacvuba adottarono un nuovo approccio. Innanzi tutto, decisero di lavorare con un batterista live, cosa che li portò a recrutarono Victor Indrizzo e Joey Waronker. In secondo luogo, spinti dal desiderio di lavorare con un paio di produttori, a parte Santaolalla e Kerpel, assunsero Dave Fridmann e Andrew Weiss. Uscito nel Giugno 2003, Cuatro Caminos andò incontro a successo critico e commerciale. L'album vinse un Grammy per il Miglior Album Latino Rock/Alternativo, così come due Latin Grammy per Miglior Album Alternativo e Miglior Canzone Rock ("Eres"). 
Dopo l'uscita del disco, i Café Tacvba partirono per un lungo tour. Venne anche realizzato l'album live di un concerto a cui assistettero 20,000 persone a Città del Messico, nel Palacio de los Deportes, nell'Ottobre 2004. Il doppio album venne intitolato Un viaje. Dopo l'uscita di quest'ultimo, la band si prese una pausa di tre anni. 

## Formazione

### Membri attuali
I suoi componenti sono: Rubén Isaac Albarrán, chitarrista e voce; Emanuel 'Meme' del Real, che è pianista, suona la chitarra acustica ed è una voce; Enrique 'Quique' Rangel al basso ed al contrabbasso. A questi si aggiungono Alejandro Flores e Luis 'el children' Ledezma, che suonano rispettivamente il violino e la batteria, ma solo in occasione di concerti.

## Stile
La musica dei Café Tacvba presenta molteplici influenze che vanno dalla tradizione messicana — con testi e suoni tratti dalla cultura popolare, con l'uso in diverse canzoni di strumenti come il tololoche e la jarana — allo ska, fino ovviamente al rock anglosassone, in particolare americano.

## Discografia
- 1992 - Café Tacuba
- 1994 - Re
- 1996 - Avalancha de Éxitos
- 1999 - Revés / Yo Soy
- 2001 - Tiempo Transcurrido
- 2002 - Vale Callampa
- 2003 - Cuatro Caminos
- 2005 - Un Viaje
- 2005 - MTV unplugged
- 2007 - Sino
- 2012 - El Objeto Antes Llamado Disco
- 2017 - Jei Beibi